# 摩德羅

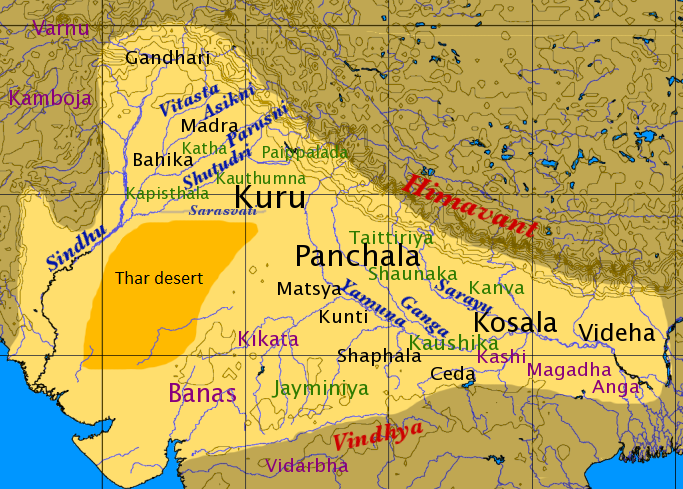
雅利安·伐爾塔大致範圍

摩德羅（IAST：Mādra，發音：[maːdrə]）是一個古地區及其居民的名稱，位於印度次大陸西北部。摩德羅國首都據信位於锡亚尔科特（今巴基斯坦境內）。邊境據信自興都庫什部分地區（可能遠達伊朗東北部）延伸至今日的印度旁遮普與哈里亞納。在印度史詩《摩訶婆羅多》描述道摩德羅國軍隊由國王沙利耶率领，疆域由今旁遮普西北推进到了哈里亚纳。摩德羅在梵語及巴利語文學中被大量引用，一些學術作品稱其為吠陀時期刹帝利的一部分。近代学术研究以此为参考，认为摩德罗王国至少存續了兩千年，並認為其位於拉维河與奇納布河之間。摩德羅國則由沙利耶建立。